# Gianfranco Staccioli
Gianfranco Staccioli (Firenze, 14 novembre 1939) è uno scrittore e pedagogista italiano.

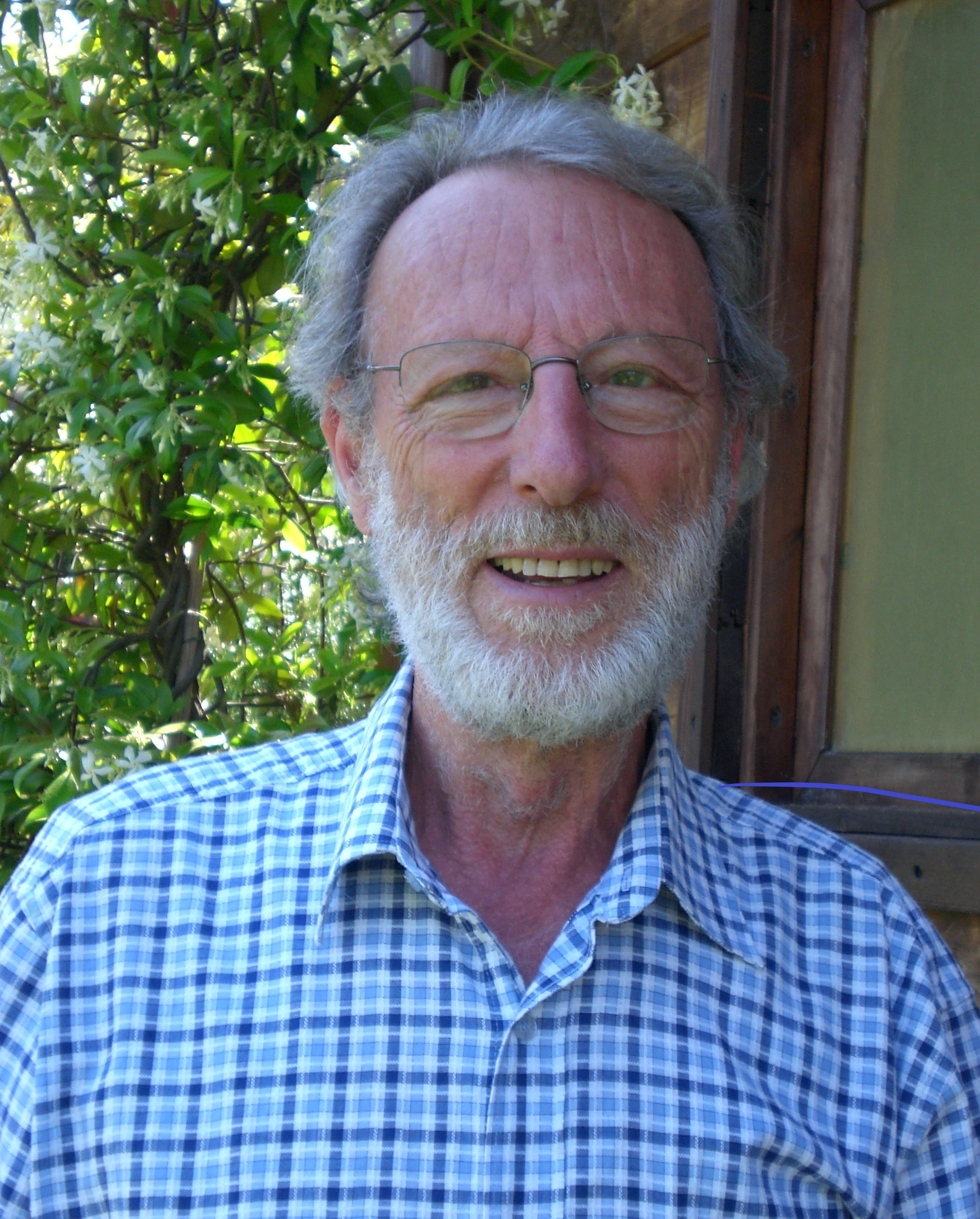
Gianfranco Staccioli

Impegnato da molti anni nella formazione e nella ricerca didattica, si è occupato in particolare delle attività legate all'espressione, alla comunicazione, al gioco e all'arte. È Presidente della Federazione Italiana dei CEMEA (Centri di Esercitazione ai Metodi dell'Educazione Attiva) e Presidente del Museo della Scuola di Firenze. È stato docente di "Metodologie del gioco e dell'animazione", "Teatro di animazione", "Attività grafico-pittoriche; "Lavoro di gruppo"; "Tecnologie dell'educazione"  "Ludobiografia", all'Università degli Studi di Firenze (Scuola di Studi Umanistici e della Formazione dell'Università). Fa parte del gruppo di ricerca e azione sul gioco "LudoCemea", del gruppo di ricerca internazionale "Jeux et pratiques ludiques" (diretto da Pierre Parlebas) ed è direttore della rivista in lingua italiana Bambini in Europa Oggi e cura le collane Briciole e Brecce delle Edizioni Kaleidos. Ha partecipato a numerose missioni in Italia e all'estero (Europa, America Latina, Africa) per la formazione di insegnanti, educatori e formatori. Vincitore per il 2018 del premio nazionale Piccolo Plauto (Un. Bologna/Bambini) per Gioco e cultura ludica.
Ha al proprio attivo varie pubblicazioni con editori come Loescher, Carocci, Giunti, Bulgarini, Il Capitello, Armando, Giunti, Junior, Kaleidos. Tra i suoi volumi hanno avuto particolare successo  Il gioco e il giocare, giunto alla terza edizione e alla sesta ristampa, e Diario dell'accoglienza (Edizioni Valore Scuola), che è arrivato alla quarta edizione e alla quinta ristampa. Con l'editore La Nuova Italia ha pubblicato i cinque volumi (uno per ogni classe delle elementari) Passeggiate fra le immagini. Corso di educazione all'immagine, oltre a testi come Dentro il gioco e Giocare la musica.

## Opere pubblicate
- con Carla Grazzini Hoffmann, Dentro il gioco, Firenze, La nuova Italia, 1982. ISBN 88-221-0024-7.
- Carla Grazzini Hoffmann e Gianfranco Staccioli (a cura di), Tante idee. Attività di educazione linguistica, logico-matematica e scientifica, Milano, Fabbri, 1983.
- con Penny Ritscher, Educazione alla musica e al movimento, Prato, Comune - Assessorato alla pubblica istruzione, 1984.
- con Penny Ritscher, Giocare la musica. Proposte per una educazione musicale e motoria di base, Scandicci, La nuova Italia, 1985, rist. 1986. ISBN 88-221-0126-X.
- con Ezio Vuotto, Giocare per... Cento giochi collettivi per ragazzi dai cinque agli undici anni, Teramo, Giunti & Lisciani, 1986, rist. 1987 e 1991. ISBN 88-09-50026-1.
- con Penny Ritscher, Apriteci le porte. Giochi di musica e movimento per la scuola materna e elementare, Teramo, Giunti & Lisciani, 1988, rist. 1989. ISBN 88-09-50030-X.
- Il mondo dei giochi cantati (introduzione di Mario Valeri), Firenze, Alinea, 1988.
- Immagini e suoni, Firenze, Bulgarini, 1988-1990, 5 volumi per le cinque classi elementari con disegni di Monica Merisio, Simone del Sere, Maria Laura Frullini, Stefania Coppini, Lucia Paoli e Andrea De Donato.
- con Fiorella Cappelli e Giovanni Notarnicola, Musicasuonimmaginemotoria. L'esperienza dei suoni, del movimento, della musica e dell'immagine nella formazione del bambino, Sesto San Giovanni, Esagono, 1989.
- Quando i bambini giocano a campana, Torino, Il capitello, 1990. ISBN 978-88-426-1031-1.
- Una palla, un muro e... Ragionamenti ludici sui giochi e gli sport, Torino, Il capitello, 1992, rist. 2001. ISBN 88-426-1043-7.
- Diario dell'accoglienza. L'organizzazione della classe e degli spazi, Roma, Valore Scuola, 1995. 2ª ed. 1998, 3ª ed. 2002 ISBN 88-87540-37-3, 4ª ed. 2009 (ebook con il marchio Edizioni Conoscenza).  Pubblicato in Brasile: Diário do acolhimento na scola da infância, Campinas, Autores Associados, 2013. ISBN 978-85-7496-319-8
- con Silvia Signorini, Ludi linguistici. Proposte di giochi con le parole per piccoli e grandi giocatori, Torino, Il capitello, 1996.
- Tra le righe. Vivere volentieri la scuola di base (a cura di Gianfranco Staccioli), Roma, Carocci, 1997, rist. 1998. ISBN 88-430-0547-2.
- Il gioco e il giocare. Elementi di didattica ludica, Roma, Carocci, 1998, ISBN 88-430-1227-4. 2ª ed. 2001, 4ª rist. 2004, 6ª rist. 2007, ISBN 978-88-430-2119-2. 3ª ed. 2008, ISBN 978-88-430-4625-6.
- con Duccio Demetrio, Animare la mente. Pensare e agire per storie e per immagini, Torino, Il capitello, 1999, rist. 2003. ISBN 88-426-1140-9.
- Immagini fatte ad arte. Idee ed esperienze per educare alla comunicazione visiva (a cura di Gianfranco Staccioli), Roma, Carocci, 2000, 2ª rist. 2009. ISBN 978-88-430-1708-9.
- con Marina Pascucci, Itinerari nell'educazione. Temi emergenti nella pedagogia, Roma, Carocci, 2001. ISBN 88-430-1970-8.
- Progettare immagini, Firenze, La Nuova Italia, 2001.
- Saltarsi addosso, Firenze, Ludocemea, 2003.
- Tirar fuori la lingua, Roma, Valore Scuola, 2003. ISBN 88-87540-57-8.
- Culture in gioco. Attività ludiche per l'apprendimento, Roma, Carocci Faber, 2004. ISBN 88-7466-133-9.
- con Penny Ritscher, Vivere a scuola. Programmare per situazioni, Roma, Carocci Faber, 2005. ISBN 88-7466-152-5. Pubblicato in Spagna: Viure l'escola, Barcellona, Temes d'in-fan-ci-a, 2006. ISBN 84-95988-69-0
- con Daniela Orbetti e Rossella Safina, Raccontarsi a scuola. Tecniche di narrazione autobiografica (introduzione di Duccio Demetrio), Roma, Carocci Faber, 2005, 2ª rist. 2007. ISBN 978-88-7466-209-8.
- con Antonio Di Pietro, Reffo riffo riffo rero. Giochi ritmici di mani (illustrazioni di Massimo De Micco; arrangiamenti di Erika Baldi e Betty Cardelli), Roma, Carocci Faber, 2006, rist. 2008. ISBN 978-88-7466-230-2.
- Franco Cambi e Gianfranco Staccioli (a cura di), Il gioco in Occidente. Storie, teorie, pratiche, Roma, Armando, 2007, rist. 2008. ISBN 978-88-6081-181-3.
- I giochi che fanno crescere. Analisi e proposte di giochi di pedine per una didattica ludica nella scuola primaria, Pisa, ETS, 2009. ISBN 978-88-467-2196-9.
- Ludobiografia. Raccontare e raccontarsi con il gioco, Roma, Carocci Faber, 2010. ISBN 978-88-7466-324-8.
- con Penny Ritscher, Facciamo il giro dell'albero. Cinquanta giochi cantati della tradizione internazionale, Faenza, Kaleidos, 2011, con CD. ISBN 978-88-957260-3-8.
- con Alessandro Bortolotti, Antonio Di Pietro, Enrico Ferretti, Relazioni in gioco. Trentatré giochi della tradizione internazionale, Faenza, Kaleidos, 2013. ISBN 978-88-95726-05-2.
- L'albero dei racconti, Pacini editore, Pisa, 2015. ISBN 978-88-6315-799-4
- Sotto la luna (illustrazioni di F. Aziz). ArteBambini Editore, Bologna, 2017. ISBN 978-88-98645-43-5
- Pensieri colorati. Le bambine e i bambini raccontano con le immagini, Spaggiari editore, Parma, 2018. ISBN 978-88-8434-816-6
- Giocare a imparare. Per una scuola di-vertente, Giunti Editore, Firenze, 2018.
- Crescere con il gioco, Giunti Editore, Firenze, 2018.
- Il teatro in tasca Itinerari nel teatro Mignon (a cura di), Kaleidos. Faenza, 2019.ISBN 978-88-95726-07-6
- con J. Bertocci e E. Billetta, Filettare Giochi che vengobno dal passato e rinnovano il futuro, CEMEA, Firenzae, ISBN 978-88-96123-20-1
- L'alfabetiere degli alfabetieri, Kaleidos, Faenza, 2020. ISBN 9788895726083
- Pensare con le immagini Le bambine e i bambini si raccontano con il disegno, Spaggiari editore, Parma, 2021.ISBN 978-88-8434-909-5
- I magnifici sette ... giochi di tavoliere (a cura di), Kaleidos, Faenza, 2021.
- Girare intorno a Dante (a cura di), Kaleidos, Faenza, 2022. ISBN 978-88-9572-611-3
- I quaderni nella cartella, Kaleidos, Faenza, 2022. ISBN 978-88-9572-613-7
- Mi compri un quaderno? (a cura di), Kaleidos, Faenza, 2024.
- Dentro i pensieri dei bambini (a cura di), Junior, Bergamo, 2025. ISBN 979-125635-067-4
- Storie di quaderni, Kaleidos, Faenza, 2025.